# 1748 en droit
Cet article présente les faits marquants de l'année 1748 en droit.

## Événements
- 29 janvier : au cours du conseil de cabinet, Marie-Thérèse prend la décision de suivre Haugwitz (1702-1765) contre la majorité, et d'engager en Autriche les réformes que celui-ci préconise : il propose de retirer aux ordres l’administration des finances pour la remettre entre les mains du gouvernement central, ce qui provoque l’opposition violente de l’aristocratie, en particulier celle du chancelier de Bohême, le comte Frédéric Harrach[1].

## Naissances
- 28 décembre : Pierre Jean Agier, juriste et avocat français (†  22 septembre 1823.